# Тетерук вересовий
Тетерук вересовий (лат. Tympanuchus cupido cupido) — вимерлий підвид виду Tympanuchus cupido з ряду куроподібних.
Тетеруки вересові були поширені на рівнинах Нової Англії до 1932 року і були розміром з курку. Вони були родичами Tympanuchus phasianellus, який поширений у Північній Америці. Тетеруки вересові мали невеликий мозок і сповільнену реакцію. Харчувалися насінням.

## Причини вимирання
На тетеруків вересових нападали яструби та інші хижі птахи. Люди завозили з собою тяжкі пташині інфекційні хвороби, які винищували тетерів, а також харчувалися ними. Також природне середовище поширення зникало через розорювання земель та пожежі.
Тетеруки вересові повністю зникли з материка, хоча приблизно 200 особин залишилось на острові Мартас-Віньярд. Але до 1896 року кількість тетеруків вересових знизилась до 100, а ще через декілька років — до 50.

## Спроба зберегти підвид
Декілька людей організували на острові Мартас-Віньярд заповідник. Внаслідок цього через сім років кількість цих птахів збільшилась у 50 разів. Однак у цей час відбувалися кліматичні зміни. Лісові пожежі знищили місця гніздування вересових тетеруків, і вони сильно постраждали під час суворої зими. До 1927 року на острові залишилось 13 тетеруків, а до 1928 року — лише 2. Останній тетерук ледь не потрапив під машину і помер 1932 року.